# Крижарі
Крижарі (хорв. Križari «хрестоносці») — хорватські антикомуністичні партизанські війська, що виникли наприкінці Другої світової війни, збройна опозиція тодішньому югославському режиму, створеному керівництвом КПЮ. 
Розпочали діяльність після капітуляції у травні 1945 року Незалежної Держави Хорватії, яка була на той час нацистською маріонетковою державою. Керівником «хрестоносців» був колишній хорватський генерал Вєкослав Лубурич.
Припинили діяльність у 1950 році.